# Dommartin-la-Montagne
Dommartin-la-Montagne è un comune francese di 68 abitanti situato nel dipartimento della Mosa nella regione del Grand Est.

## Società

### Evoluzione demografica
Abitanti censiti